# Achillea erba-rotta
L'erba rota, o achillea erba-rotta (Achillea erba-rotta All., 1773) è una specie di pianta angiosperma dicotiledone della famiglia delle Asteraceae (sottofamiglia Asteroideae, tribù Anthemideae (Eurasian grade) e sottotribù Matricariinae).

## Etimologia
Il nome del genere è stato fissato da Linneo e deriva dalla credenza che Achille avesse usato queste piante durante l'assedio di Troia (così racconta Plinio) per curare le ferite insanabili di Telefo, dietro consiglio di Venere, avendo appreso da Chirone le virtù medicinali delle stesse.. L'epiteto specifico (erba-rotta) significa "erba rossa".
Il nome scientifico della specie è stato definito dal botanico Carlo Allioni (1728-1804) nella pubblicazione " Auctuarium ad Synopsim Methodicam Stirpium Horti Regii Taurinensis ... Turin" ( Auct. Syn. Meth. Stirp. Hort. Regii Taur. 17) del 1773.

## Descrizione

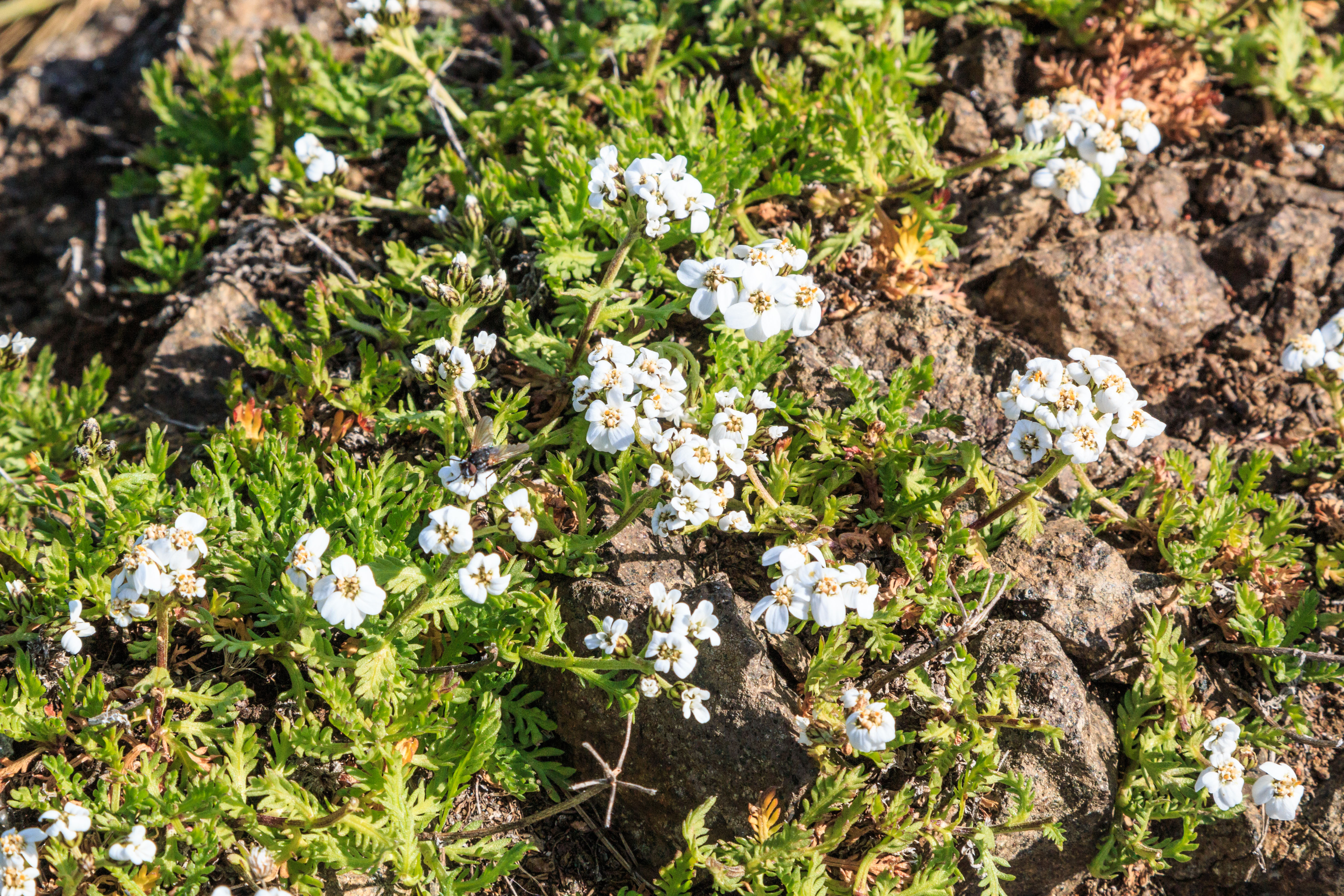
Il portamento

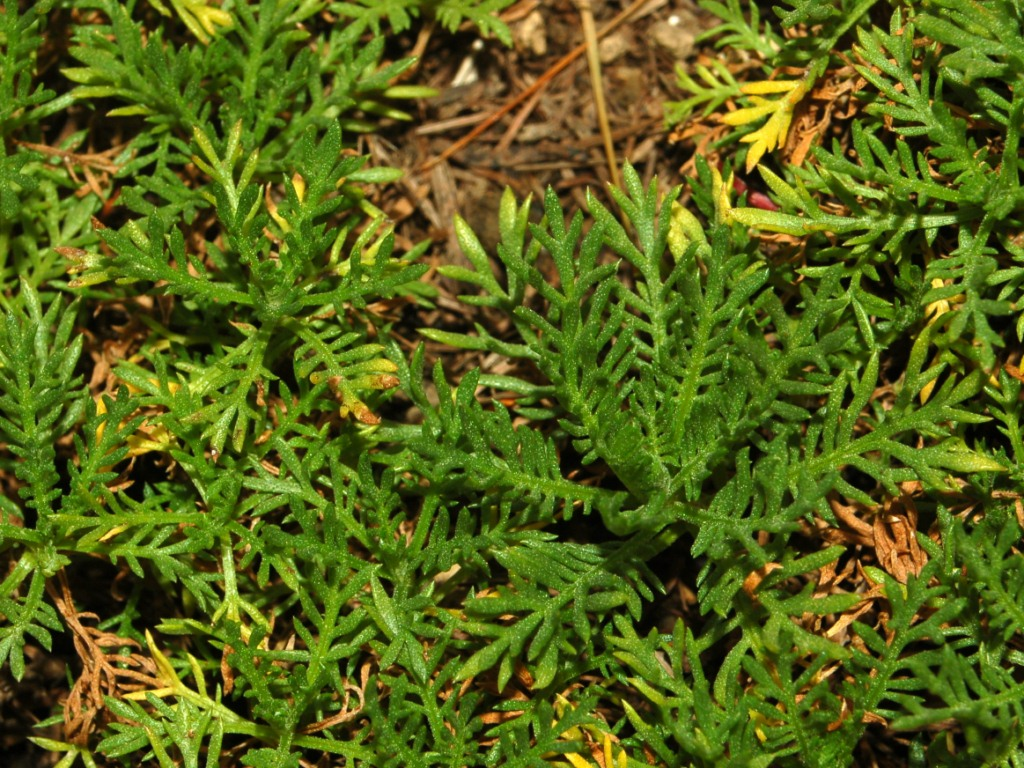
Le foglie

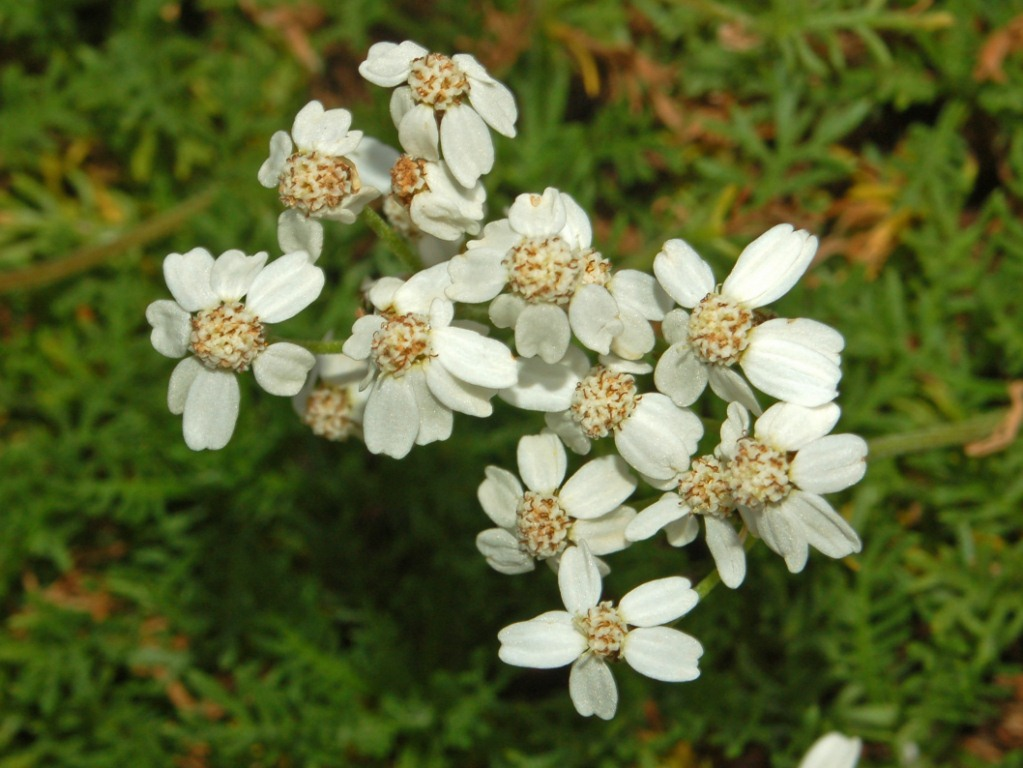
Infiorescenza

Portamento. La specie di questa voce è una pianta erbecea perenne con indumento a peli basifissi. La forma biologica è camefita suffruticosa (Ch suffr), sono piante perenni e legnose alla base, con gemme svernanti poste ad un'altezza dal suolo tra i 2 ed i 30 cm (le porzioni erbacee seccano annualmente e rimangono in vita soltanto le parti legnose). La pianta è aromatica.
Fusto. I fusti ipogei sono del tipo a rizoma; mentre la parte epigea è legnosa e strisciante con getti sterili e rami fioriferi eretti. In generale l'aspetto delle piante è densamente cespitoso. L'altezza delle piante varia da 12 a 18 cm.
Foglie. Le foglie hanno una disposizione alterna. Si distinguono tra foglie dei getti sterili e foglie cauline. Quelle dei getti sterili hanno delle forme oblanceolato-spatolate (dimensione: 5-7 x 26-30 mm); i bordi sono percorsi, nella metà superiore, da 4-7 dentelli per lato; l'apice è arrotondato. Le foglie cauline sono progressivamente lineari (dimensione: 2-3 x 11x22 mm); i bordi sono variamente dentellati o subintere.
Infiorescenza. Le sinflorescenze sono formate da capolini calatidi dal diametro di pochi millimetri raccolti in modo corimboso molto denso; raramente sono solitari. Le infiorescenze vere e proprie sono composte da un capolino terminale peduncolato o subsessile di tipo radiato. I capolini sono formati da un involucro, con forme da emisferiche, composto da diverse brattee, al cui interno un ricettacolo fa da base ai fiori di due tipi: fiori del raggio e fiori del disco. Le brattee, subglabre e con brevi margini cartlilaginei dentellati all'apice, sono disposte in modo più o meno embricato su più serie (da 2 a 3). Il ricettacolo è piatto o da emisferico a conico, ed è provvisto di pagliette trasparenti a protezione della base dei fiori. Diametro dell'involucro: 3-5 mm.
Fiori.  I fiori sono tetra-ciclici (formati cioè da 4 verticilli: calice – corolla – androceo – gineceo) e pentameri (calice e corolla formati da 5 elementi). Si distinguono in:
- fiori del raggio (esterni): sono femminili, fertili e sono disposti su una serie; la forma è ligulata (zigomorfa); a volte possono mancare o essere sterili;
- fiori del disco (centrali): sono più numerosi con forme brevemente tubulose (attinomorfe); sono ermafroditi e fertili.

- Formula fiorale:

*/x K {\displaystyle \infty }, [C (5), A (5)], G 2 (infero), achenio
- Calice: i sepali del calice sono ridotti ad una coroncina di squame.

- Corolla:

- fiori del raggio: la forma della corolla alla base è piatta/tubulosa, mentre all'apice è ligulata; la ligula è arrotondata; il colore è bianco o rosato;
- fiori del disco: la forma della corolla è tubulare bruscamente divaricata in 5 lobi ed è lievemente zigomorfa in quanto due lobi sono più larghi degli altri; i lobi, patenti o eretti, hanno una forma deltata; il colore è giallastro.

- Androceo: l'androceo è formato da 5 stami (alternati ai lobi della corolla) sorretti da filamenti generalmente liberi con un collare a forma di balaustra; gli stami sono connati e formano un manicotto circondante lo stilo. Le antere possono essere sia di tipo basifissa che medifissa (ossia attaccate al filamento per la base – nel primo caso; oppure in un punto intermedio – nel secondo caso).[14] Questa caratteristica ha valore tassonomico in quanto distingue i generi gli uni dagli altri. Il tessuto endoteciale (rivestimento interno dell'antera) non è polarizzato. Il polline è sferico con un diametro medio di circa 25 micron;  è tricolporato (con tre aperture sia di tipo a fessura che tipo isodiametrica o poro) ed è echinato (con punte sporgenti).

- Gineceo: l'ovario è infero uniloculare formato da 2 carpelli. Lo stilo (il recettore del polline) è profondamente bifido (con due stigmi divergenti) e con le linee stigmatiche marginali separate o contigue. I due bracci dello stilo hanno una forma troncata e possono essere papillosi o ricoperti da ciuffi di peli.

- Antesi: da luglio ad agosto.

Frutti. I frutti sono degli acheni privi di pappo. La forma è obovoide dorsoventralmente compressa quasi appiattita con 2 coste laterali e raramente con una addizionale costa adassiale. L'apice è arrotondato. Il pericarpo può possedere alcune cellule mucillaginifere con o senza sacche longitudinali di resina.

## Biologia
Impollinazione: tramite insetti (impollinazione entomogama tramite farfalle diurne e notturne).

Riproduzione: la fecondazione avviene fondamentalmente tramite l'impollinazione dei fiori.

Dispersione: i semi cadono a terra e vengono dispersi soprattutto da insetti come formiche (disseminazione mirmecoria). Un altro tipo di dispersione è zoocoria: gli uncini delle brattee dell'involucro (se presenti) si agganciano ai peli degli animali di passaggio che portano così i semi anche su lunghe distanze. Inoltre per merito del pappo (se presente) il vento può trasportare i semi anche per alcuni chilometri (disseminazione anemocora).

## Distribuzione e habitat

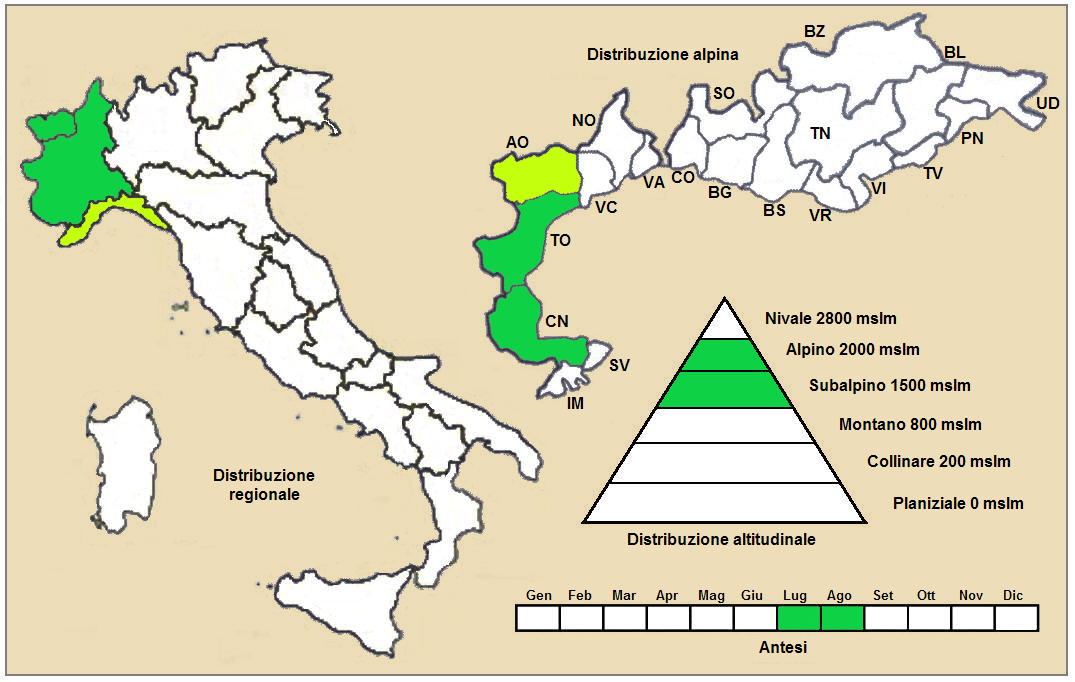
Distribuzione della pianta (Distribuzione regionale – Distribuzione alpina)

Geoelemento: il tipo corologico (area di origine) è  Endemico / Ovest Alpico.
Distribuzione: è una pianta tipica dell'arco alpino occidentale; si trova raramente in Italia e in Francia. 
Habitat: l'habitat tipico per queste piante sono le zone pietrose (su silice), le rupi e i pascoli alpini. Il substrato preferito è siliceo con pH acido, bassi valori nutrizionali del terreno che deve essere mediamente umido. 
Distribuzione altitudinale: sui rilievi alpini, in Italia, queste piante crescono tra i 2000 e i 3000 m s.l.m.; nelle Alpi frequentano quindi i seguenti piani vegetazionali: subalpino e alpno. 

## Fitosociologia

### Areale alpino
Dal punto di vista fitosociologico alpino A. erba-rotta appartiene alla seguente comunità vegetale:
Formazione: comunità delle fessure, delle rupi e dei ghiaioni
Classe: Thlaspietea rotundifolii
Ordine: Androsacetalia alpinae
Alleanza: Androsacion alpinae

### Areale italiano
Per l'areale completo italiano la specie di questa voce appartiene alla seguente comunità vegetale:
Macrotipologia:  vegetazione casmofitica, glareicola ed epifitica.
Classe: Asplenietea trichomanis (Br.-Bl. in Meier & Br.-Bl., 1934) Oberdorfer, 1977
Subordine: Androsacenalia vandellii Loisel, 1970
Alleanza: Androsacion vandellii Rivas-Martinez et al., 2002
Descrizione. L'alleanza Androsacion vandellii è relativa alle comunità casmofitiche che si sviluppano sulle rocce silicee di alta montagna. Si caratterizza per le basse coperture e dalla presenza di moltissime specie rare ed endemiche caratteristiche delle Alpi Occidentali. La cenosi è distribuita sulle Alpi, sui Pirenei e nella Sierra Nevada.
Specie presenti nell'associazione: Saxifraga cotyledon, Saxifraga florulenta, Saxifraga retusa, Saxifraga pedemontana, Campanula elatines, Androsace vandellii, Primula pedemontana, Primula hirsuta, Artemisia glacialis, Jovibarba allionii, Eritrichium nanum, Silene cordifolia, Achillea erba-rotta, Potentilla valderia, Woodsia ilvensis e Erigeron schleicheri.

## Sistematica
La famiglia di appartenenza di questa voce (Asteraceae o Compositae, nomen conservandum) probabilmente originaria del Sud America, è la più numerosa del mondo vegetale, comprende oltre 23.000 specie distribuite su 1.535 generi, oppure 22.750 specie e 1.530 generi secondo altre fonti (una delle checklist più aggiornata elenca fino a 1.679 generi). La famiglia attualmente (2021) è divisa in 16 sottofamiglie; la sottofamiglia Asteroideae è una di queste e rappresenta l'evoluzione più recente di tutta la famiglia.

### Filogenesi
Il gruppo di questa voce è descritto nella tribù Anthemideae, una delle 21 tribù della sottofamiglia Asteroideae). In base alle ultime ricerche nella tribù sono stati individuati (provvisoriamente) 4 principali lignaggi (o cladi): "Southern hemisphere grade", "Asian-southern African grade", "Eurasian grade" e "Mediterranean clade". Il genere Achillea (insieme alla sottotribù Matricariinae) è incluso nel clade Eurasian grade.
Il genere Achillea contiene oltre un centinaio di specie per cui è stato suddiviso in 5 sezioni. La specie di questa voce fa parte della sezione Ptarmica (Mill.) W. Koch.
Nella "Flora d'Italia" le specie spontanee di Achillea sono suddivise in due sottogeneri, 7 sezioni e alcuni aggregati.  A. erba-rotta appartiene alla seconda sezione caratterizzata da inflorescenze a forma di corimbi, 6 - 12 fiori ligulati per capolino e da foglie intere o dentate (non divise).
I caratteri distintivi della specie  A. erba-rotta sono:
- l'altezza delle piante varia da 12 a 18 cm;
- le foglie cauline sono intere o dentellate tutt'attorno.

Il numero cromosomico delle specie di questa voce è: 2n = 18.

### Variabilità
È una specie polimorfa. I caratteri soggetti a variabilità sono le dentellature delle foglie dei getti sterili. Per questa specie sono riconosciute le seguenti sottospecie:
- Achillea erba-rotta subsp. erba-rotta (descritta in questa voce).
- Achillea erba-rotta subsp. moschata (Wulfen) Vacc., 1909 Si distingue per le foglie completamente divise in sottili lacinie acute. (Vedi: Achillea erba-rotta moschata)

Nota: nella "Flora d'Italia" la sottospecie moschata è descritta come Achillea moschata Wulfen.

### Sinonimi
Sono elencati alcuni sinonimi per questa entità:
- Ptarmica erba-rotta (All.) DC.